# Rue Bolchaïa Morskaïa

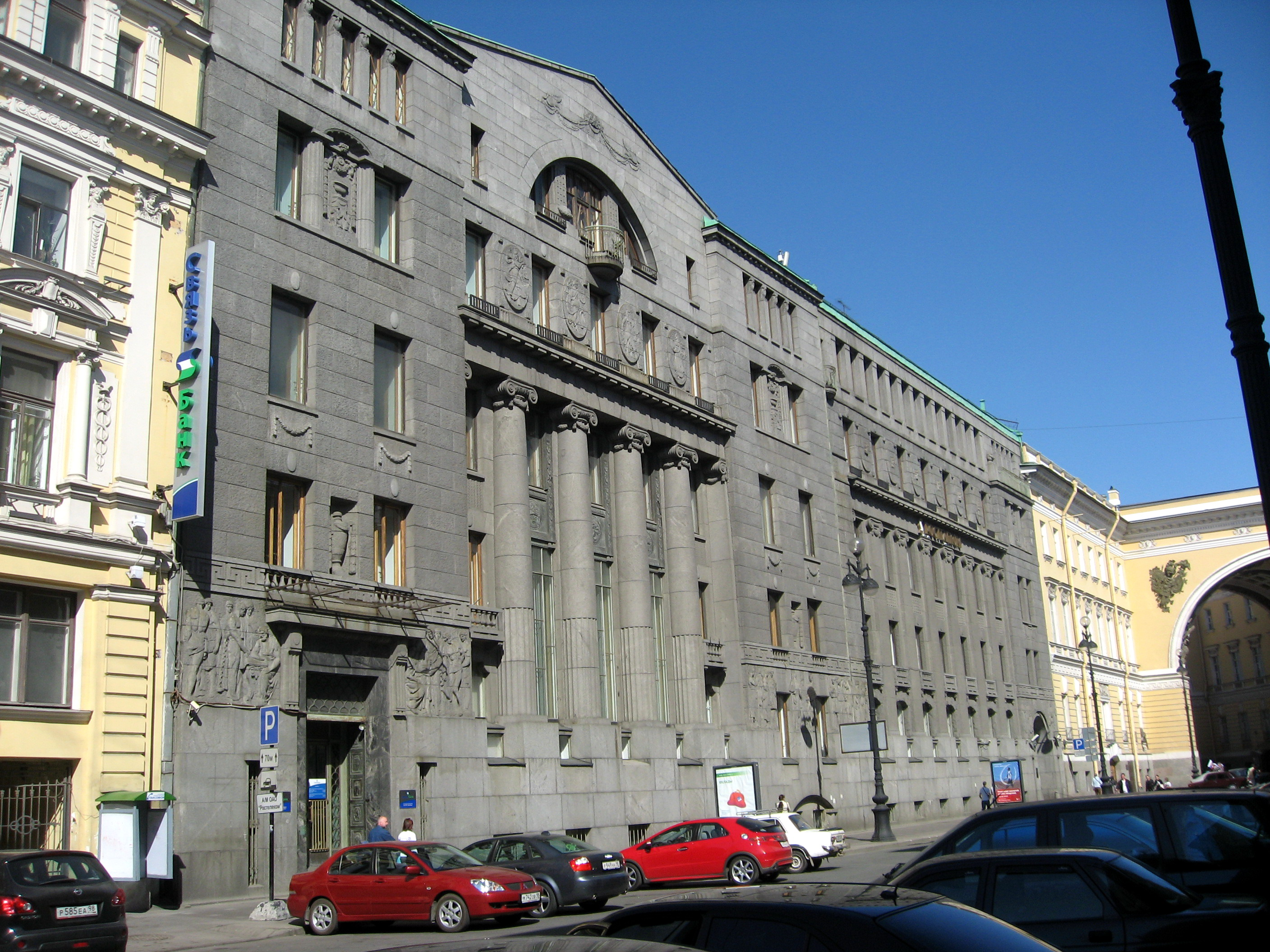
Façade de l'ancienne banque de l'Azov et du Don

La rue Bolchaïa Morskaïa (Bolchaïa Morskaïa oulitsa, Большая Морская улица) est une voie de Saint-Pétersbourg.

## Situation et accès
Cette rue du centre historique de Saint-Pétersbourg commence place du Palais et se termine au croisement de la Moïka et du canal Krioukov. Elle mesure 1,320 km.

## Historique

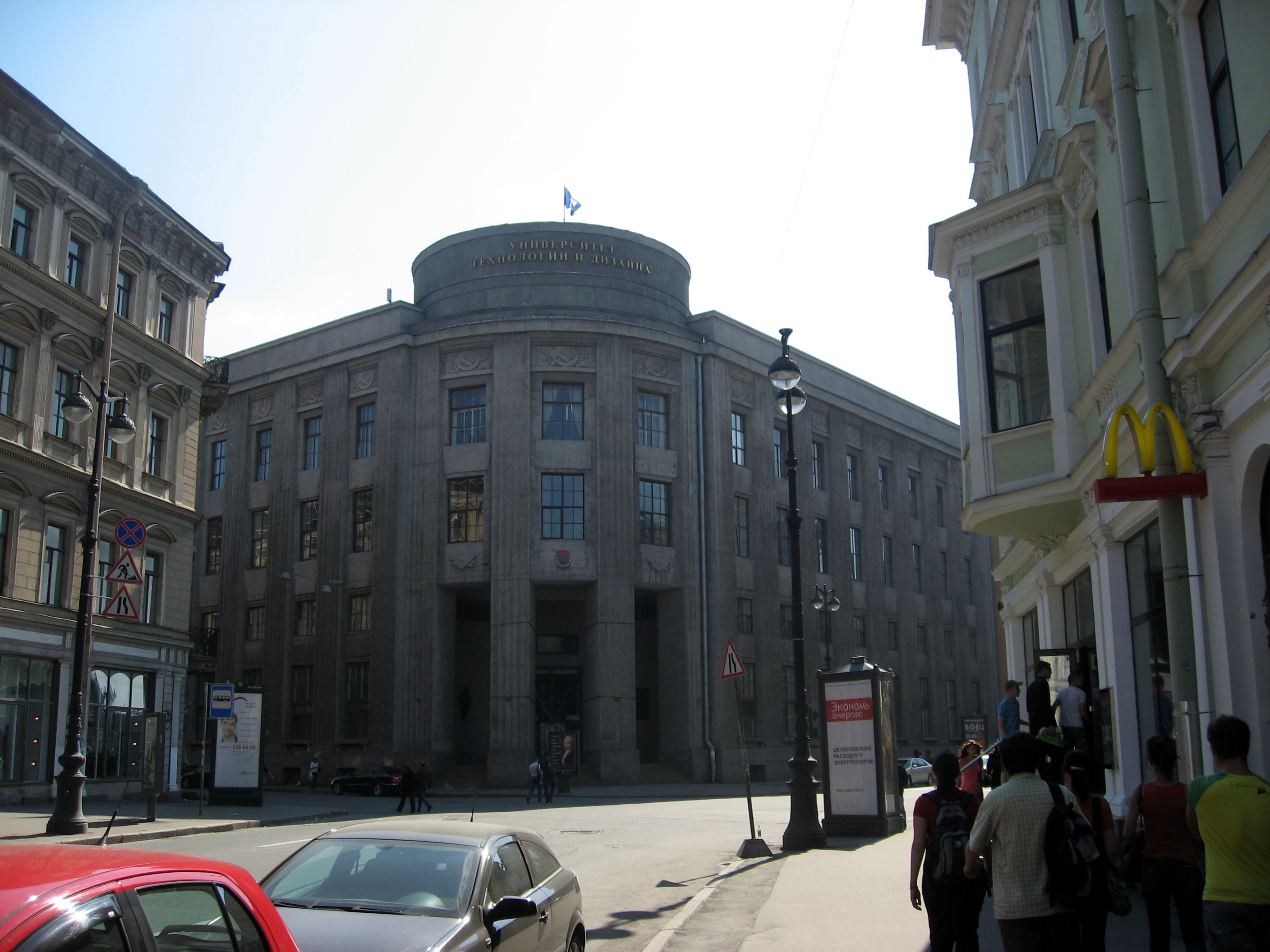
Vue du no 18 aujourd'hui université d'État de technologie et de design, édifice construit par Fredrik Lidvall.

La rue a été construite en 1719 dans un quartier où vivaient les ouvriers construisant l'Amirauté, d'où son nom de Morskaïa (« rue Marine »).
Elle est reconstruite en 1736-1737 après un incendie qui détruit tous les environs et est renommée pour un temps Gostinnaïa oulitsa et l'on construit un marché couvert. Les premières maisons de pierre sont construites après 1740. L'impératrice Élisabeth y habite temporairement à partir de 1754 en attendant la fin de la construction du palais d'Hiver et Lomonossov y fait construire un hôtel particulier (1750-1760). Des personnes fortunées s'y installent et elle reçoit le sobriquet ensuite de rue Brilliantovaïa (« rue des Brillants »). Des banques et des joailliers ouvrent dans la rue, parmi eux Gustav Fabergé qui fait construire sa maison et sa boutique au no 24, par l'architecte Eduard Schmidt en 1842, ou l'orfèvre Sazikov au no 29. L'ancienne ambassade de l'Empire allemand se trouve au bord de la place Saint-Isaac.
C'était une rue prestigieuse avant 1917.
Elle est nommée « rue Herzen » en 1918 et retrouve son appellation d'origine en 1993.

## Bâtiments remarquables et lieux de mémoire

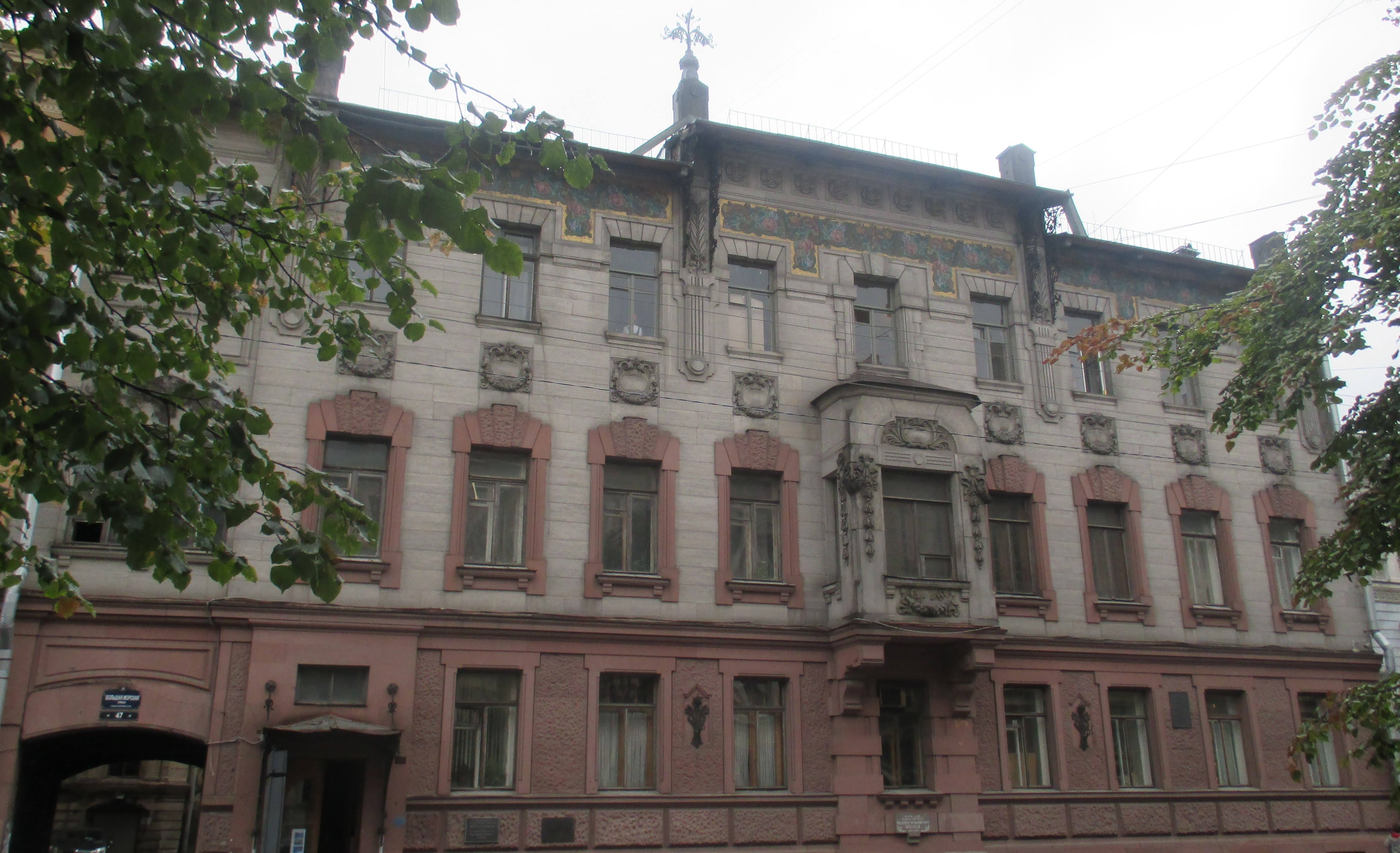
Façade de l'hôtel particulier Nabokov, aujourd'hui abritant au rez-de-chaussée un musée consacré à l'écrivain.

- no 3-5 Ancienne banque de l'Azov et du Don, construite par Johan Fredrik Lidvall entre 1907 et 1913
- n° 15 Bâtiment de la Banque commerciale et industrielle russe construit entre 1912 et 1914
- no 17 Maison où vécut Augustin de Betancourt en 1824
- no 18 Ancienne banque du Commerce extérieur de Russie, aujourd'hui université d'État de technologie et de design (1915, architectes Fredrik Lidvall et Léon Benois)
- no 22 Maison où se trouvait avant la Révolution la représentation de l'entreprise française Batignolles qui construisit le pont de la Trinité
- no 24 Ancienne maison et joaillerie Fabergé, construite par l'architecte germano-russe  Carl Schmidt (en) en 1899-1900
- no 25 Maison où vécut Alexandre Herzen entre 1839 et 1841
- no 29 Ancien magasin de l'orfèvre Sazikov
- no 38 Immeuble où vécut de 1870 à 1893 l'écrivain Dmitri Grigorovitch
- no 36 Maison où vécut Jean-Baptiste Vallin de La Mothe dans les années 1760
- no 43 Palais Demidoff - ancienne ambassade du royaume d'Italie à Saint-Pétersbourg
- no 47 Hôtel particulier de la famille de l'écrivain Vladimir Nabokov, un musée lui est consacré aujourd'hui au rez-de-chaussée
- no 49 Immeuble où vécut Ossip Mandelstam en 1924-1925
- no 58 Église réformée allemande (calviniste) construite en 1862-1865 par David Grimm et Harald von Bosse. Elle est réaménagée en 1929 pour en faire une maison de la culture et son apparence est transformée en immeuble constructiviste.

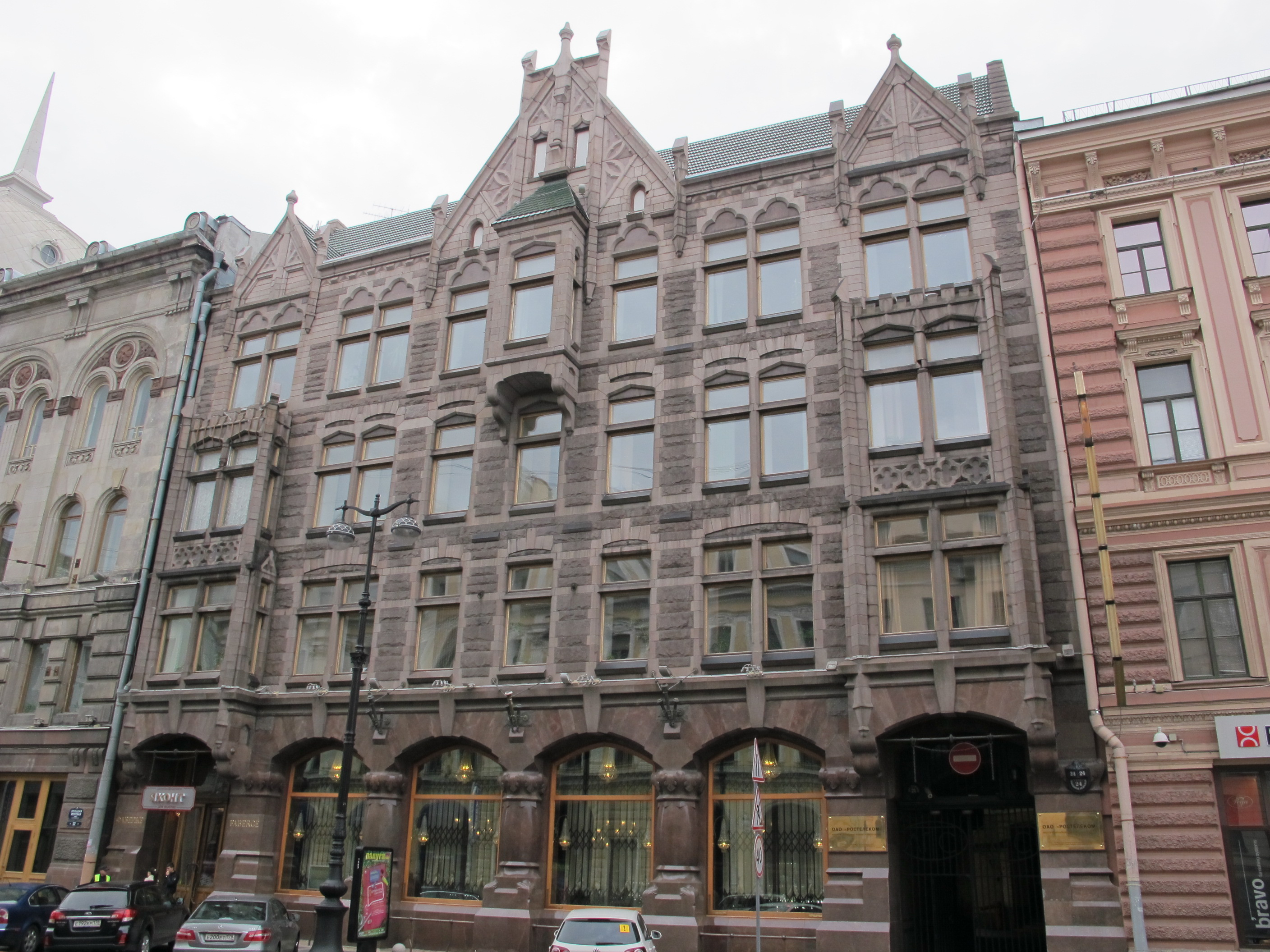
Façade de la maison de joaillerie Fabergé construite par Carl Schmidt (1899-1900)
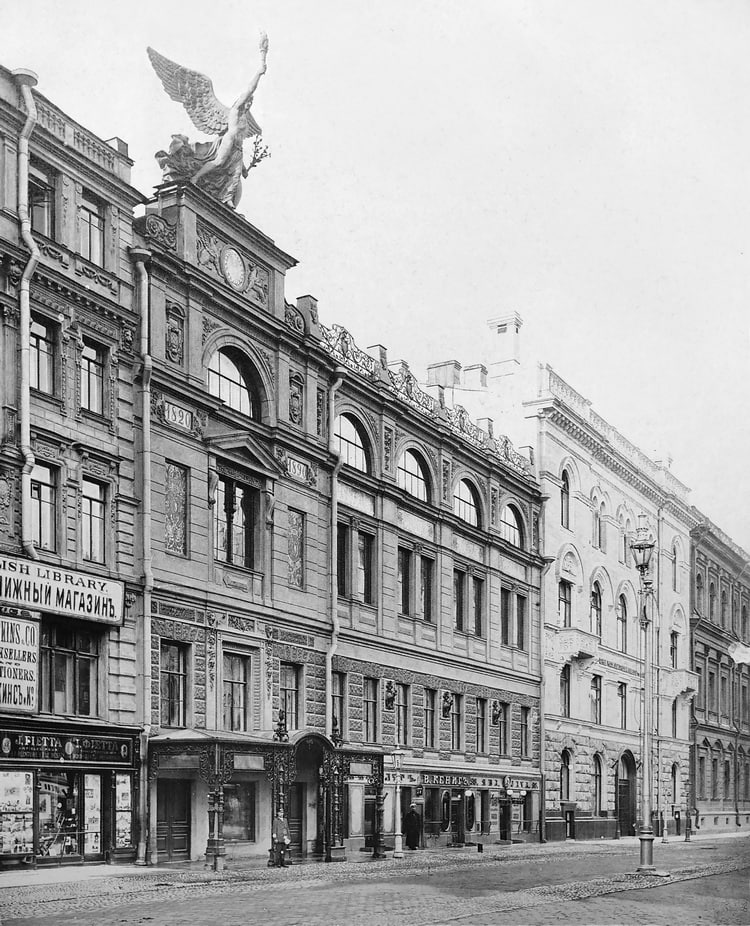
Façade de l'Union d'encouragement des arts en 1912
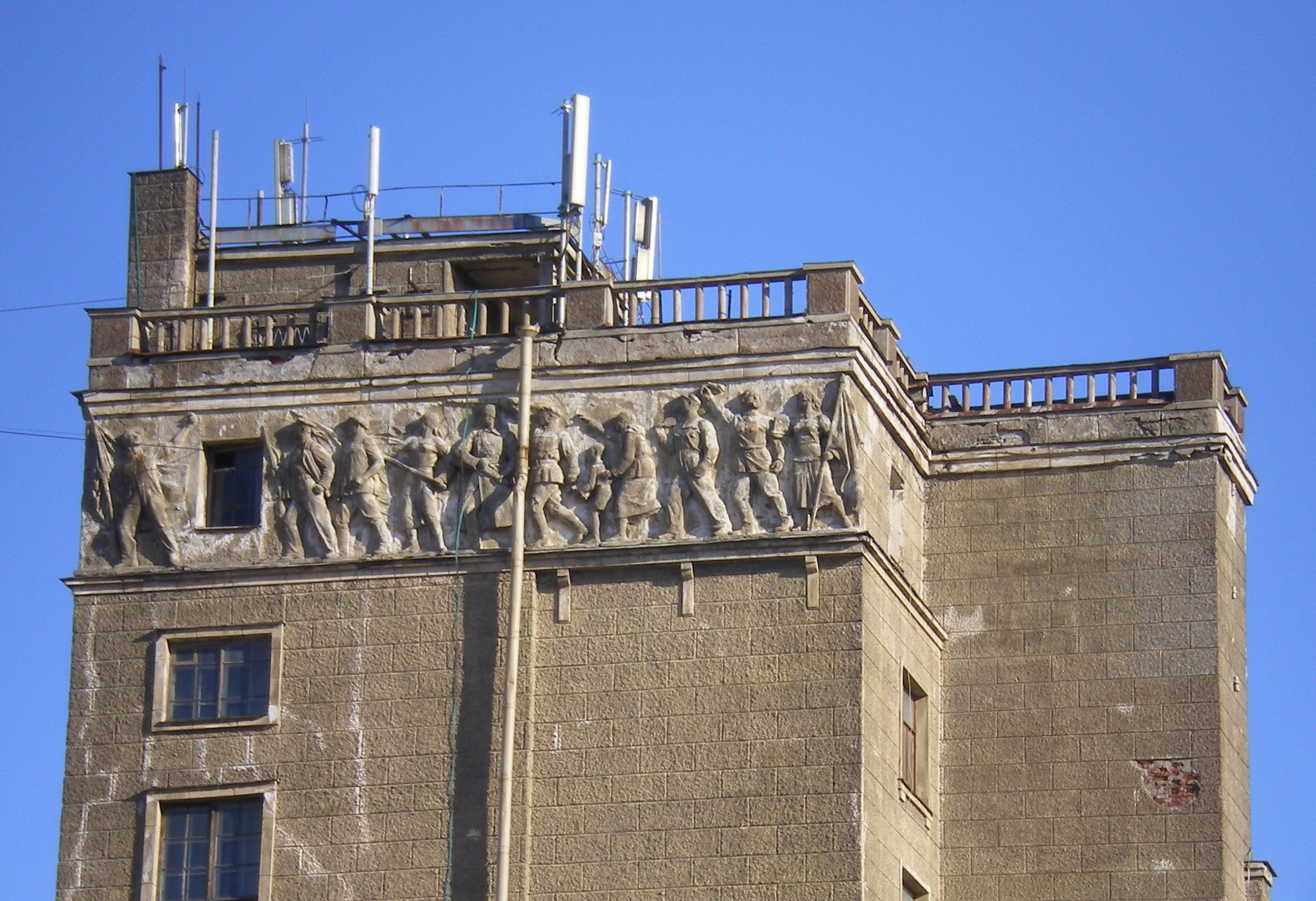
Bas-relief représentant des ouvriers sur l'édifice modifié de l'ancienne église réformée allemande
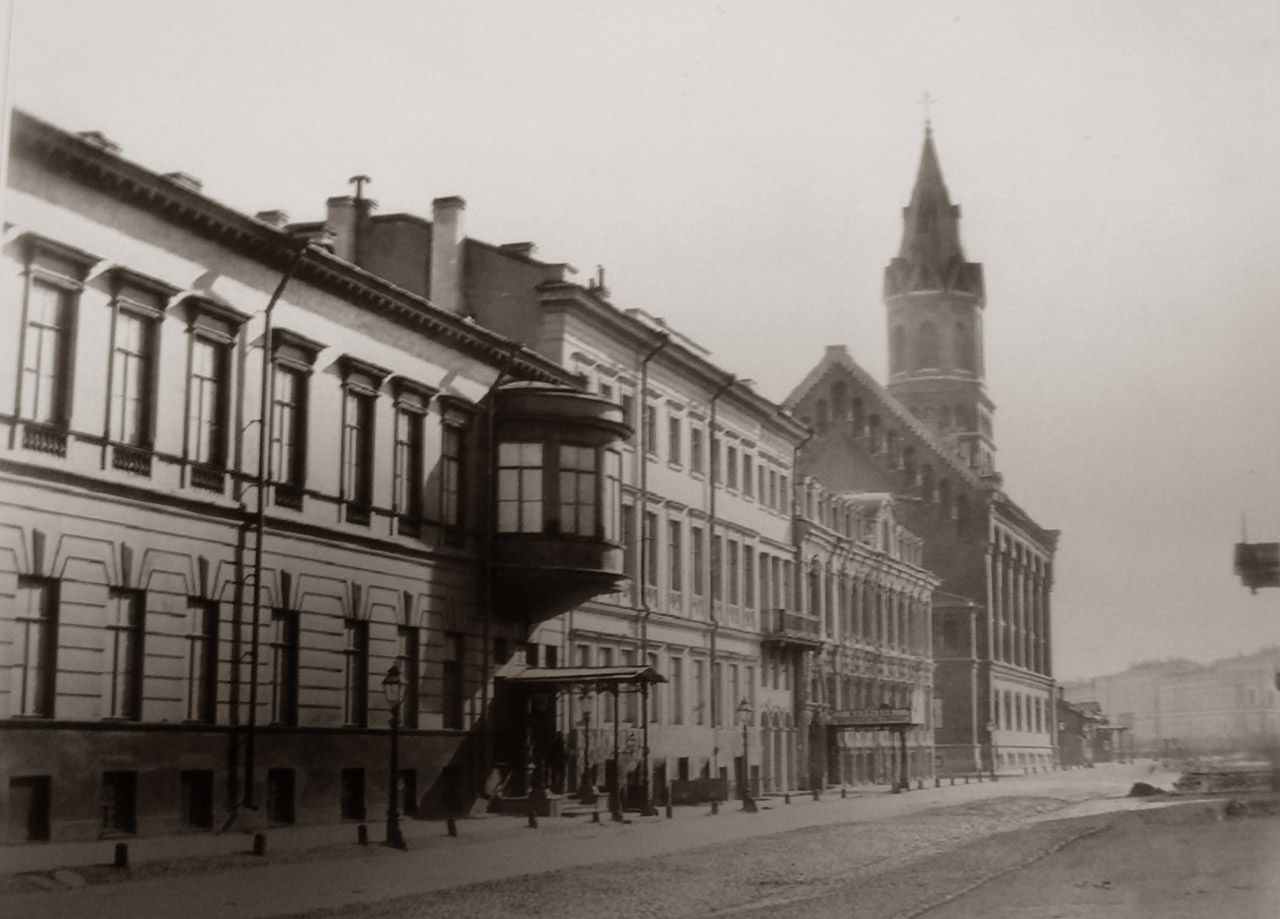
Fin de la rue vers 1870; au fond l'église réformée allemande
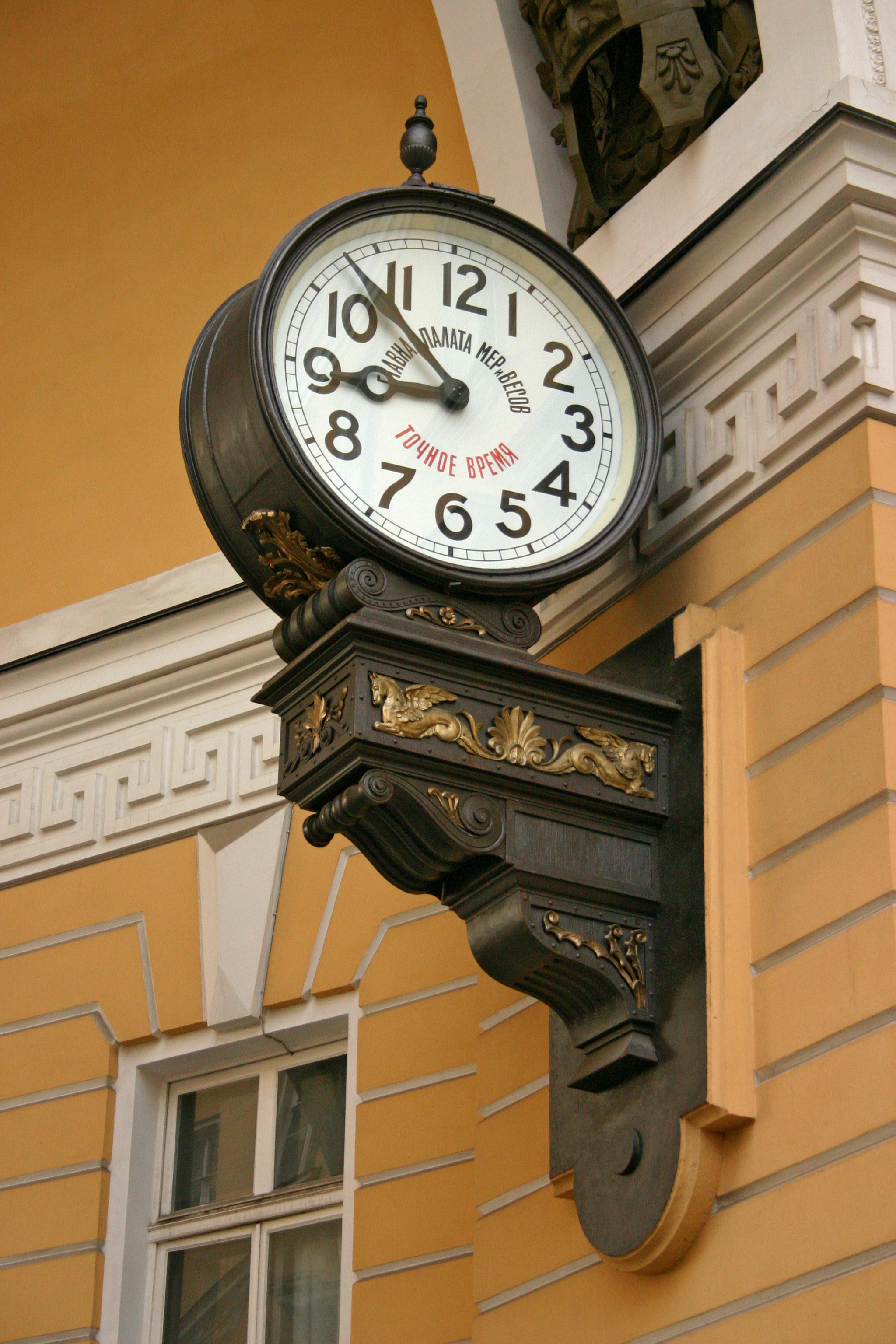
Horloge des bâtiments de l'état-major, sous l'arc  à l'entrée de la rue Bolchaïa Morskaïa